# Насос-живильник
Насос-живильник поршневий (рос. насос-питатель поршневой, англ. piston pump-feeder, нім. Kolbenspeisepumpe f) — прямодійний гідрорушійний насос четверної дії, плаваючі поршні якого переміщуються водою, що нагнітає рушійний відцентровий насос, характеристики якого й визначають режим роботи агрегату.
Застосовується для безступінчастого гідропідйому вугілля з глибоких шахт та транспортування гідросумішей високої концентрації на великі відстані у вугільній, металургійній, хімічній та інших галузях промисловості.

## Приклади
Насос-живильник поршневий НППГ-2 конструкції інституту «УкрНДІгідровугілля» виконано у вигляді двох блоків, розташованих співвісно циліндрів, поршні яких з'єднано штоками; кожен з циліндрів розділено поршнем на рушійну та робочу порожнини; вода, що рухає поршні, надходить за допомогою золотникових розподільників.